# Biblioteca centrale della Regione Siciliana
La Biblioteca centrale della Regione Siciliana "Alberto Bombace" è una storica biblioteca di Palermo, fondata nel 1782 per ordine di Ferdinando III. Biblioteca nazionale fino al 1977, quando fu trasferita alla Regione Siciliana.

## Storia
Nasce il 15 novembre 1782 nel complesso monumentale del Collegio Massimo dei Gesuiti e dalla barocca chiesa di Santa Maria della Grotta, come reale biblioteca per merito di Gabriele Lancillotto Castello, principe di Torremuzza. Nel 1860 divenne biblioteca dello Stato e prese il titolo di nazionale. Nel 1977 fu trasferita alla Regione Siciliana prendendo la denominazione attuale. Nel 2004 è stata intitolata allo storico dirigente dei beni culturali della Regione Siciliana Alberto Bombace.

## Patrimonio
Con l'unità d'Italia ricevette tutti i volumi delle soppresse corporazioni religiose siciliane. Dal 1878 riceve tutte le pubblicazioni stampate in provincia di Palermo. Vi sono custoditi manoscritti, opere a stampa del XV e XVI secolo. La raccolta di periodici dell'emeroteca è una delle più importanti del meridione. È polo S.B.N. (servizio bibliotecario nazionale) per la Sicilia.

### Opere
- 1686, Antiporta, acquaforte, illustrazione in "Palermo Magnifico nel Trionfo dell'anno M.D.C.LXXXVI Tomaso Rummolo", Palermo, 1686. Originale  di Antonio Grano.
- 1711, Le simpatie dell'allegrezza, acquaforte eseguita con la collaborazione di Francesco Cichè, illustrazione in Pietro Vitale, "La Pace fra la Castiglia e il Genio di Palermo", Stamperia del Palazzo Senatorio di Agostino Epiro, e Forte, MDCCXI, Palermo. Originale di Antonio Grano.